# Койба
Койба (на испански: Coiba) е най-големият остров в Панама и в Централна Америка. Административно е част от панамската провинция Верагуас. Площта му е 494 km2.

## История
Койба се отделя от континентална Панама преди около 12 – 18 хиляди години, когато нивото на световния океан се покачва. Растенията и животните на новообразувания остров се оказват изолирани от тези на материка и след няколко хиляди години повечето от тях вече имат различен външен вид и поведение от същите на континента. На острова живеят много ендемити.
Островът е обитаван от местни индианци, които са поробени от испанците към средата на 16 век. През 1919 г. е построена наказателна колония на острова, а докато Панама е под диктатурата на Омар Торихос и Мануел Нориега, затворът на Койба става печално известен със своите брутални условия, измъчвания, екзекуции и политически убийства. Не е известно колко души са убити в затвора по това време, но вероятно са около няколкостотин. Поради тази причина, островът е избягван от местните и остава неразвит.
След като затворът е ликвидиран през 2004 г., непокътнатото състояние на острова го прави идеален за защитена местност. Това е едно от последните места в Централна Америка, където може да се срещне папагала червен ара в големи бройки в дивата природа. Приблизително 75% от острова са покрити от гори, като голяма част от тях са древни. На острова се срещат дървесни видове, които отдаван са изчезнали на континента, поради обезлесяване.
Островът е обявен за национален парк през 1992 г., а през юли 2005 г. ЮНЕСКО обявява парка за обект на световното културно и природно наследство. Самият национален парк обхваща Койба и още 37 съседни островчета и покрива площ от 430 825 акра.

## География
Остров Койба отстои на 24 km от брега. Заливът Монтихо го отделя от континента на изток, а на запад го отделя заливът Чирики. Максималната му височина е 425 m над морското равнище.
Подводната топография на Койба е свързана с подводния Кокосов хребет, който се простира до островите Галапагос. Учените смятат, че мястото притежава голям потенциал за откриване на нови животински видове.
Уникалното му местоположение го защитава от силните ветрове и други влияния на Ел Ниньо, което му позволява да търпи непрекъсната еволюция на нови морски видове, включително китове, тигрови акули, кашалоти, морски костенурки и други. Освен това, островът е последно убежище за редица застрашени сухоземни животни.
Водите в съседство с Койба изобилстват с морски организми. Островът е заобиколен от един от най-големите коралови рифове по тихоокеанското крайбрежие на Америка. Топлите океански течение донасят със себе си корали и различни тропически подводни организми, които по принцип не се срещат по тихоокеанския бряг на Америка. С тях пристигат и по-големи риби и бозайници.
1450 вида васкуларни растения са преброени, сред които изобилстват Ceiba pentandra, Sterculia apetala, Anacardium excelsum, Carapa guianensis и Bombacopsis quinatum.